# Revolta judaica contra Galo
A Revolta judaica contra Galo foi um conflito entre os judeus da província romana da Síria Palestina contra o governo de Constâncio Galo, cunhado do imperador Constâncio II e césar do Império Romano do Oriente. A revolta foi esmagada pelo general romano Ursicino.

## Contexto
O imperador Constâncio II, como seu pai, Constantino I, antes, demonstrou uma clara preferência pelo cristianismo e o favorecia perante todas as demais religiões, incluindo o judaísmo. Porém, ao contrário do pai, Constâncio permitia que cristãos perseguissem tanto os pagãos quanto os judeus. Neste contexto, alguns membros do clero cristão passaram a atacar não-cristãos em suas jurisdições, tanto utilizando diretamente os poderes constituídos quanto incitando multidões a destruírem templos e sinagogas. Num determinado ponto, os judeus reagiram contra o proselitismo cristão demonstrando intolerância contra os convertidos judeus. Sermões furiosos pregados nas sinagogas contra "Edom" eram, na realidade, dirigidos aos romanos que, depois de acabarem com a independência dos judeus, estavam agora reprimindo sua religião.

## Revolta
Em 350, Constâncio estava numa campanha no oriente contra os sassânidas, mas acabou sendo forçado a retornar para o ocidente para tratar da revolta do usurpador Magnêncio, que assassinou o irmão e coimperador de Constâncio, Constante. Para não deixar o oriente desguarnecido, o imperador nomeou seu primo Constâncio Galo "césar do oriente" em 15 de março de 351. Galo se casou com a irmã de Constâncio, Constantina e o casal se mudou para Antioquia, sua capital, em 7 de maio do mesmo ano. Foi justamente no período entre a saída de Constâncio e a chegada de Galo — ou imediatamente depois disso — que os judeus se revoltaram.
A revolta era liderada por Isaac de Diocesareia (conhecido também como Isaac de Séforis), que tinha o apoio de um tal Patrício, conhecido também como Natrona, um nome com conotações messiânicas, e tinha como epicentro a cidade de Diocesareia. A revolta começou com um ataque noturno à guarnição romana da cidade, que foi destruída, e que deu aos revoltosos acesso a muitas armas. Logo em seguida, os rebeldes assassinaram pessoas de diferentes etnias, como gregos e samaritanos.
Em 351 ou 352, Galo enviou seu mestre da cavalaria (magister equitum) Ursicino para esmagar a revolta. Tiberíades e Dióspolis (moderna Lida, em Israel), duas das cidades conquistadas pelos rebeldes, foram quase destruídas, um destino melhor que o de Diocesareia, que foi completamente arrasada. Ursicino também ordenou que milhares de rebeldes fossem executados Um midrash sugere que Patrício foi morto em combate.